# Eendenkooi
Een eendenkooi is van oorsprong een plek waar in het wild levende eenden werden gevangen voor consumptie. Een eendenkooi bestaat uit een flinke vijver waar enkele smalle sloten op uitkomen, de zogenaamde vangpijpen. Eenden die uit een kouder wordend gebied getrokken zijn om in een warmer gebied te overwinteren, zoeken vaak een plek waar ze kunnen uitrusten van de reis. Om deze overvliegende eenden te lokken houdt de beheerder op de kooiplas een aantal gekortwiekte lokeenden, de 'staleenden', die hij dagelijks voert. De staleenden zijn gewend aan de kooiker met zijn kooikerhondje.

## Geschiedenis
De vanginrichting voor waterwild dateert zeker uit de middeleeuwen. Waarschijnlijk is hij ontstaan uit een systeem met fuiken die net boven water stonden opgesteld. Een vroege vermelding is uit Engeland waar in 1280 toestemming wordt gevraagd voor het oprichten van een eendenkooi. De mogelijk oudste nog bestaande eendenkooi van in de Lage Landen bevindt zich bij het kasteel Marnix de Sainte-Aldegonde te Bornem in de provincie Antwerpen. Deze kooi wordt het eerst vermeld in 1318 en dateert in zijn huidige vorm van 1534. In Denemarken, Noord-Duitsland, Engeland en de Nederlanden zijn door de eeuwen heen eendenkooien opgericht. In het huidige Nederland is de (voormalige) locatie van circa 3000 van deze 'vangstallen' bekend, de meeste waren in gebruik in de 17de eeuw.
Stilte en rust rond de kooi worden gewaarborgd door het zogenoemde afpalingsrecht. In een cirkel rond een eendenkooi met een straal van circa 500 tot 1.500 meter, gemeten uit het midden van de kooiplas, zijn geen activiteiten toegestaan die de eenden kunnen verstoren of wegjagen. De belangrijkste verstoring is van oudsher jacht door derden. Het afpalingsrecht werd voordat de standaardisatie in meters werd toegepast, uitgedrukt in roeden. Omdat de lengte van een roede streekgebonden was, kwamen bij de invoering van de meter nogal eens verschillen tot uitdrukking in de afpaling.

## Werkwijze

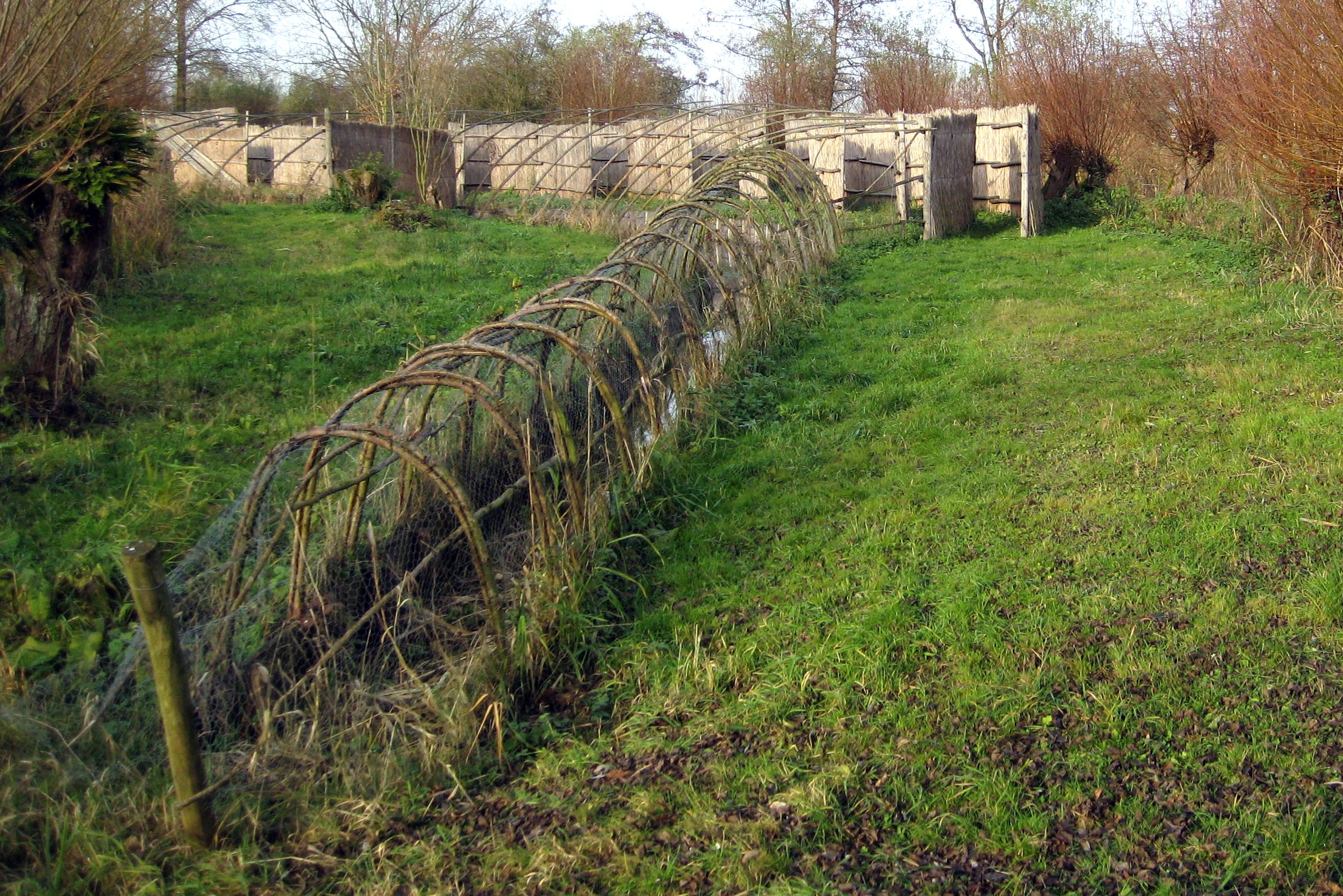
Einde van de vangpijp

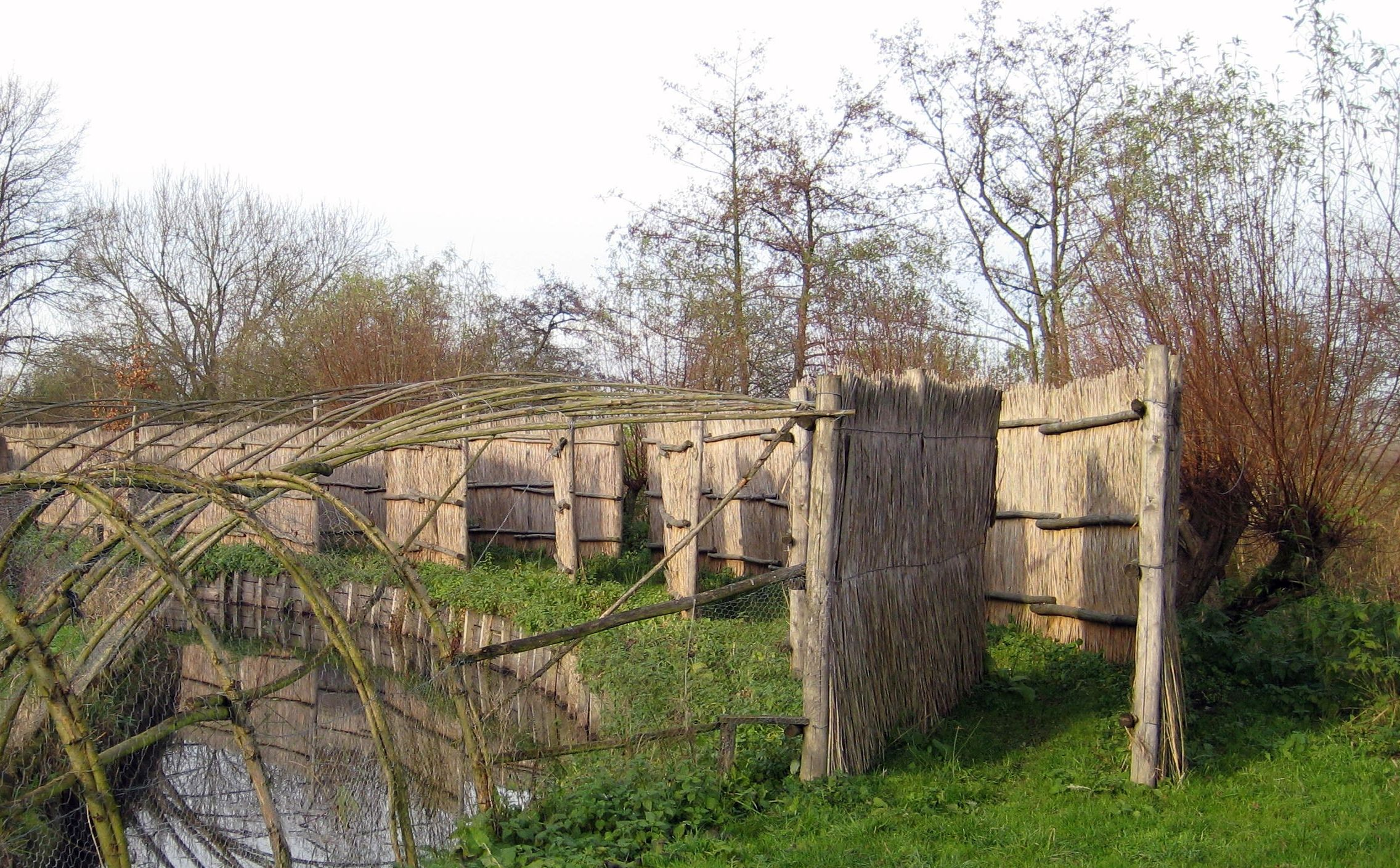
De rietschermen

Als het jachtseizoen geopend is laat de kooiker zijn hond, het kooikerhondje, langs de pijp lopen om de op de plas rustende vreemde eenden te lokken. De pijp is aan weerszijden voorzien van rietschermen zodat de eenden de kooiker niet kunnen zien. Het hondje laat hij voor en achter langs de schermen lopen. De eenden, nieuwsgierig geworden door het gedrag van het kooikerhondje met zijn opvallende grote witte staart, die steeds weer verdwijnt en een eindje verder weer tevoorschijn komt, zwemmen achter het hondje aan de steeds nauwer wordende pijp in. Dan komt de kooiker achter de schermen vandaan en jaagt de eenden op. De eenden vliegen dan verder de pijp in het licht tegemoet. Het kooibos rond de kooiplas wordt namelijk aan het eind van elke pijp opengehouden. De eenden vliegen uiteindelijk tegen de zogenaamde spiegel, een schuin gespannen net aan het einde van de pijp. Ze vallen dan naar beneden en kruipen naar de enige schijnbare uitweg aan het einde van de pijp, het vanghokje. De kooiker laat het vanghokje dichtvallen zodat de eenden gevangenzitten en niet meer terug kunnen. Soms worden hierbij ook lokeenden gebruikt.

## Modern gebruik
Anno 2010 worden nog maar weinig eenden voor consumptie gevangen. Het aantal eenden dat jaarlijks door jagers geschoten wordt is veel groter. In Nederland zijn er nog ongeveer 120 eendenkooien geregistreerd. Ze zijn op kaarten en vanuit de lucht vaak te herkennen aan het typische model van de plas met vangpijpen in de vorm van de letter H. Ze worden dan ook wel vergeleken met een haaienei.
Eendenkooien worden tegenwoordig vaak gebruikt voor wetenschappelijk onderzoek, bijvoorbeeld door het ringen van de eenden. Door middel van ringonderzoek kan een telling bijgehouden worden van watervogels die zich in een bepaald gebied bevinden. Enkele eendenkooien zijn gebruikt om onderzoek te doen naar vogelgriep bij het waterwild. De beperking van activiteiten volgens het afpalings- of kooikersrecht maakt dat veel kooien tot natuurgebied zijn geworden.

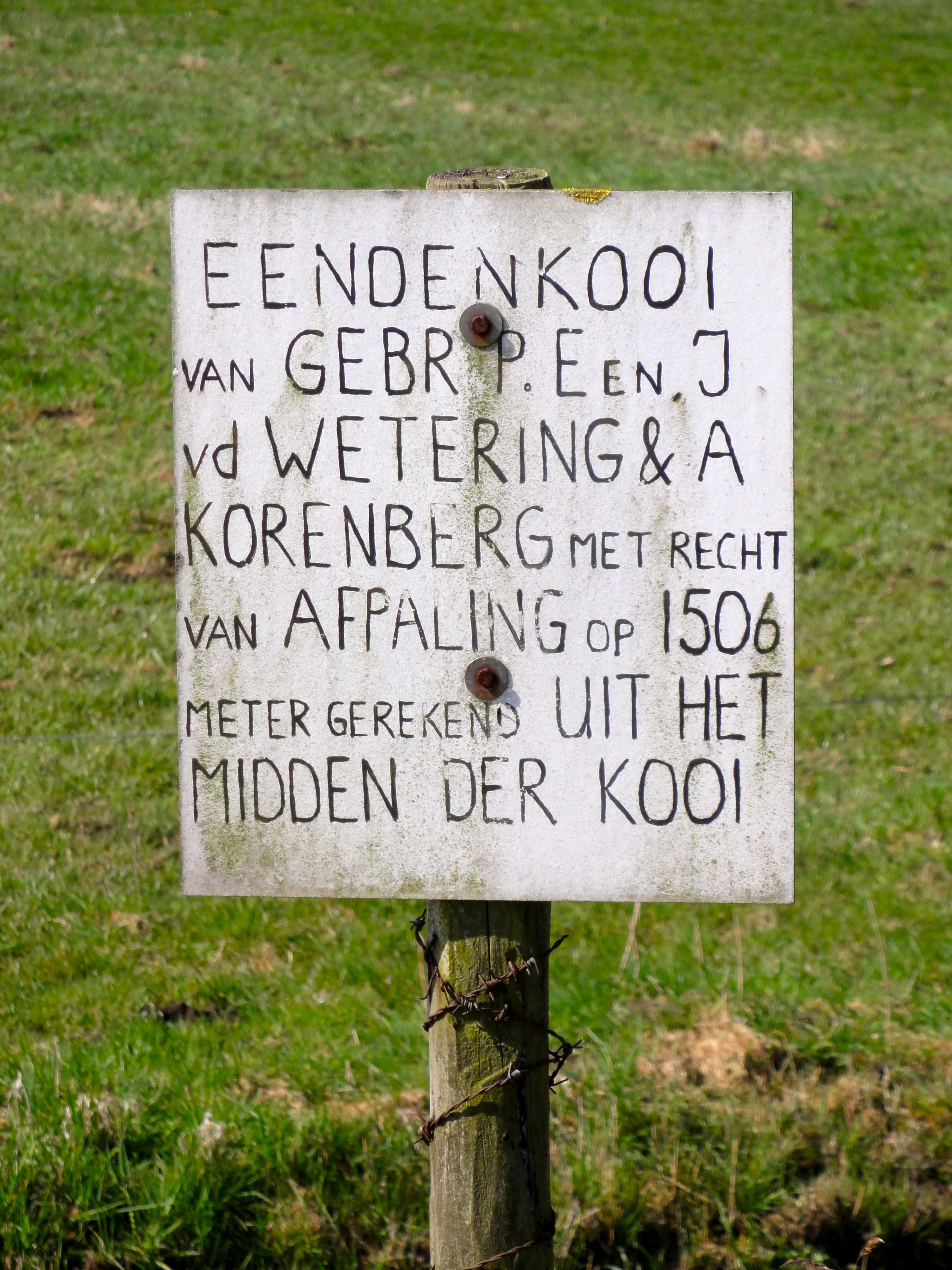
Afpalingsrecht in de polder Oosterwolde in de gemeente Oldebroek in de Nederlandse provincie Gelderland